# Zwieslerwaldhaus
Zwieslerwaldhaus ist ein Ortsteil der Gemeinde Lindberg im niederbayerischen Landkreis Regen.

## Lage
Das Dorf Zwieslerwaldhaus liegt etwa 3,8 Kilometer nördlich von Ludwigsthal im Erweiterungsgebiet des Nationalparks Bayerischer Wald.

## Geschichte
Aus einer Schutzhütte entstand 1764 am sogenannten Böhmweg für die Säumer die feste Schutz- und Einkehrstätte Zwieseler Waldhaus. Das Zwieseler Waldhaus wurde zu einem wichtigen Haltepunkt für Wanderer und Reisende nach Böhmen. 1832 erhielt es eine erste Konzession für den Bierausschank und gilt damit als der älteste Gasthof im Bayerischen Wald. 1992 wurden 48 Hotelappartements angebaut. Auch das heute ebenfalls als Gasthof dienende ehemalige Zollhaus am Ortseingang ist noch erhalten.

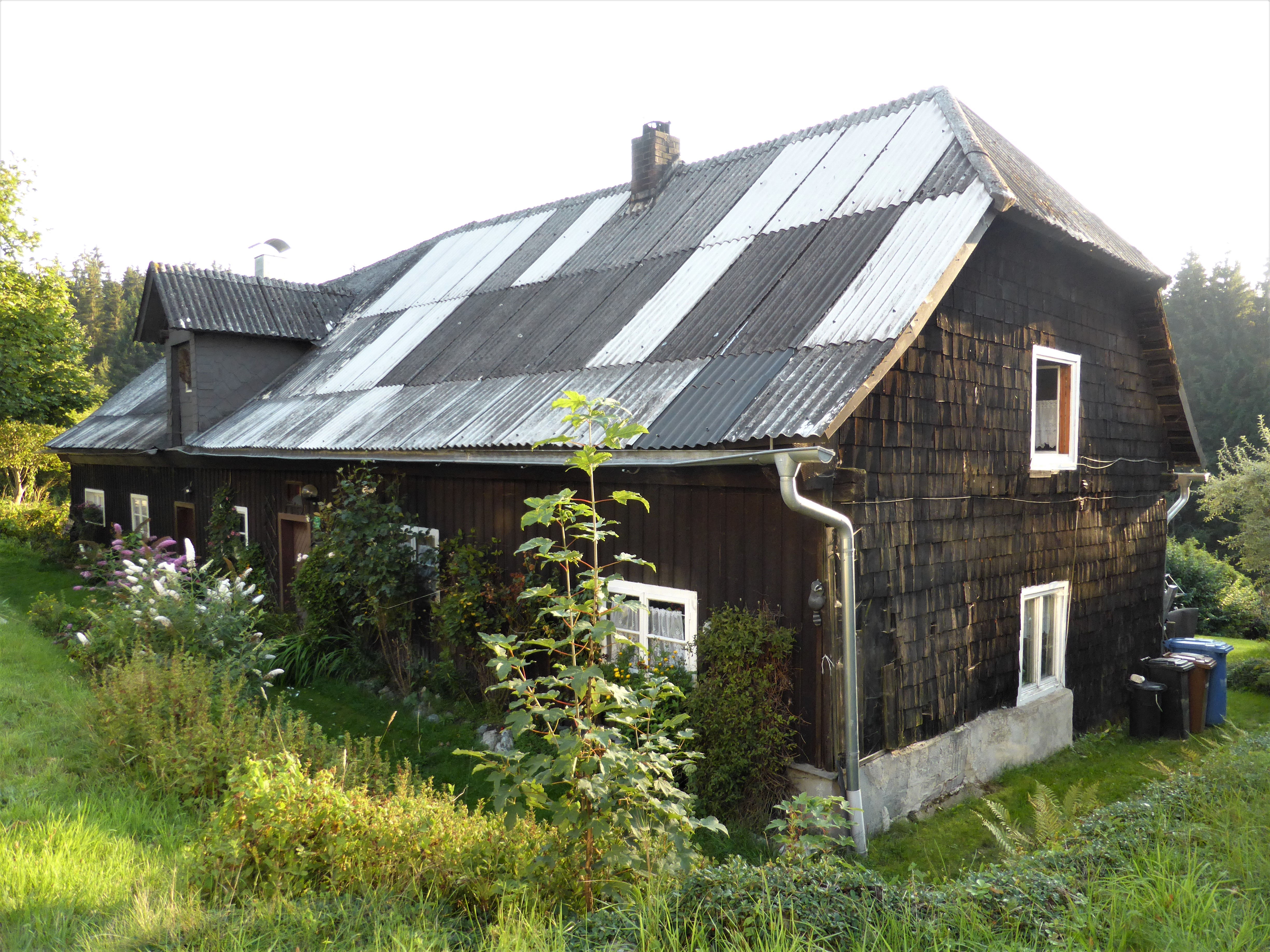
Altes Pottasche-Sudhaus

Das alte Aschenhaus im Ort erinnert an das Sieden der für die Glasherstellung unentbehrlichen Pottasche.
Zwieslerwaldhaus entwickelte sich im Laufe der Jahre zum Touristenort. Am 4. September 1975 wurde der Verein zur Förderung des Skiwanderzentrums Zwieslerwaldhaus e. V. gegründet. Bereits im Dezember des gleichen Jahres konnte das neue Skistadion eröffnet werden. Das Langlaufzentrum Zwieslerwaldhaus verfügt über vier Loipen mit einer Länge von insgesamt 30 Kilometern, darunter eine grenzüberschreitende Loipe nach Tschechien.
Im Sommer ist Zwieslerwaldhaus beliebter Ausgangspunkt für Wanderungen, u. a. nach Bayerisch Eisenstein und zum Großen Arber sowie besonders zum Kleinen und Großen Falkenstein und zum Ruckowitzschachten.

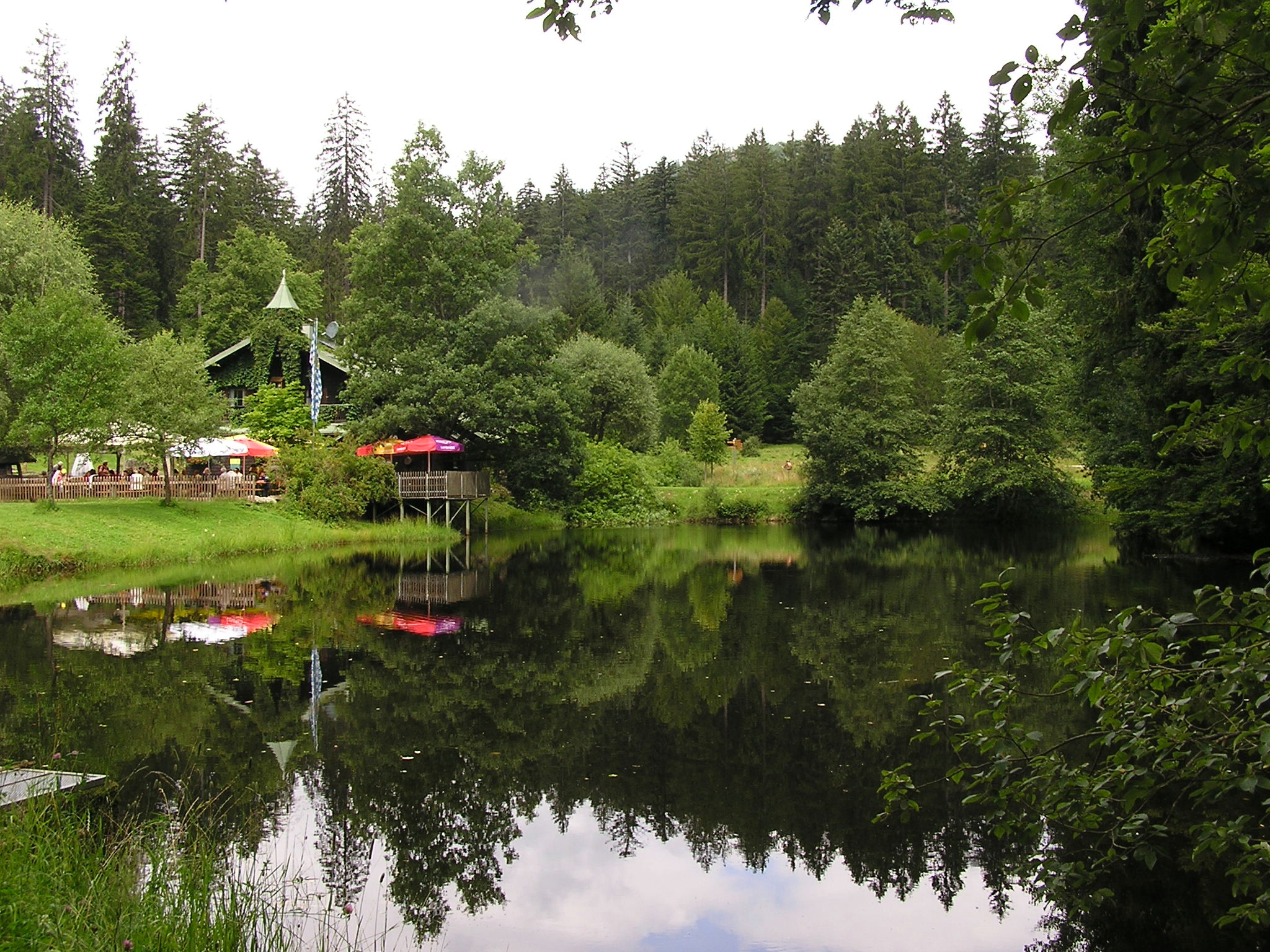
Das Schwellhäusl mit angestautem Holztrift-Teich

Knapp zwei Kilometer westlich liegt der heute zur Gemeinde Bayerisch Eisenstein gehörige frühere Ortsteil Schwellhäusl, eine ehemalige Klause von Holztriftern, jetzt eine beliebte Ausflugsgaststätte.

## Urwald

### Schutzgebiete
Im Nordosten von Zwieslerwaldhaus lag das 1939 errichtete, 37,8 ha umfassende Naturschutzgebiet  Mittelsteighütte (Wald) am Zwiesler Waldhaus, im Nordwesten das 1950 errichtete, 11,6 ha große Naturschutzgebiet Hans-Watzlik-Hain beim Zwieseler Waldhaus. Beide Naturschutzgebiete mit ihrem urwaldähnlichen Charakter gingen 1997 bei der Erweiterung des Nationalparks Bayerischer Wald in diesem auf.

### Große Waldhaustanne
⊙

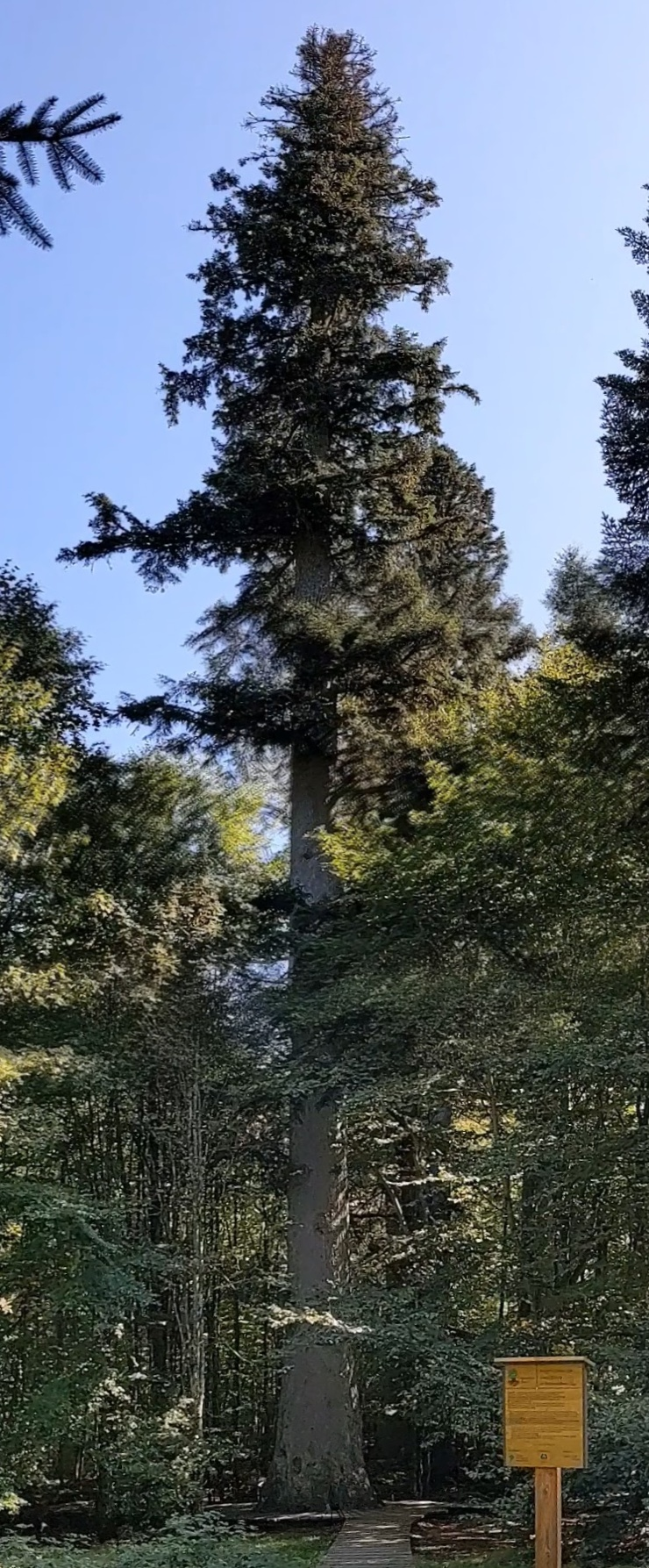
Große Waldhaustanne zwischen Zwieslerwaldhaus und dem Schwellhäusl

Zwischen Zwieslerwaldhaus und dem Schwellhäusl steht auf ungefähr halber Strecke, unweit der Verbindungsstraße, die dickste und wohl auch älteste Weißtanne Deutschlands. Zusammen mit weiteren, monumentalen Baumriesen wächst sie im „Hans-Watzlik-Hain“, einem nach dem deutsch-böhmischen Schriftsteller Hans Watzlik benannten Urwald-Schutzgebiet im Nationalpark.
Der gigantische Baumveteran steht zwar auf dem Gebiet der Gemeinde Bayerisch Eisenstein, erhielt aber wegen seiner Nähe zum Zwieslerwaldhaus den Namen „Waldhaustanne“. Weitere Namen sind: „Wastlhüttener Tanne“, „Westhütter Tanne“ und „Dicke Tanne“. Die Tanne erfüllt gleich zwei, wenn nicht sogar drei Superlative. Bei einem Stammumfang von 6,87 m in 1 m Höhe (Jahr 2013) und einem Brusthöhenumfang von 6,66 m (2019) ist sie die dickste, mit einem geschätzten Alter von 500–700 Jahren die älteste und durch ihre Höhe von knapp 54 m auch die mutmaßlich höchste Tanne im Land. Sie wurde im Juni 2023 zum Nationalerbe-Baum ausgezeichnet.